# Амфісбена біла
Амфісбена біла (Amphisbaena alba) — представник роду амфісбена з родини амфісбенових. Інша назва «ібіжара».

## Опис
Середня довжина досягає 60 см, втім зустрічаються особини завдовжки 75 см. Зверху блискучого жовто-бурого, коричневого або червонуватого кольору. У зв'язку з цим іноді цього плазуна називають «червоною амфісбеною». З боків значно світліша, а знизу молочно-біла. Саме за колір боків та нижньої частини вона й отримала свою назву. Голова коротка, міцна, широка, лопатоподібна. Тулуб витягнутий, стрункий. Кінцівки повністю відсутні.

## Спосіб життя
Полюбляє тропічні ліси та савани. Селиться у мурашниках та термітниках. При цьому навіть південноамериканські мандрівні мурахи, що знищують буквально усе живе, зовсім не чіпають мешкаючих у них в гніздах ібіжар. Харчується комахами та їх личинками, членистоногими.
Це яйцекладний плазун. Самиця у мурашниках і термітниках відкладає 8—16 яєць. Новонароджені дитинчата тут же отримують поживу у вигляді личинок та коконів мурах.

## Розповсюдження
Мешкає у Панамі, Колумбії, Еквадорі, Венесуелі, Гвіані, Гаяні, Суринамі, на о.Тринідад, Перу, Болівії, Парагваї, на сході Бразилії.